# Moneda fraccionaria de Estados Unidos

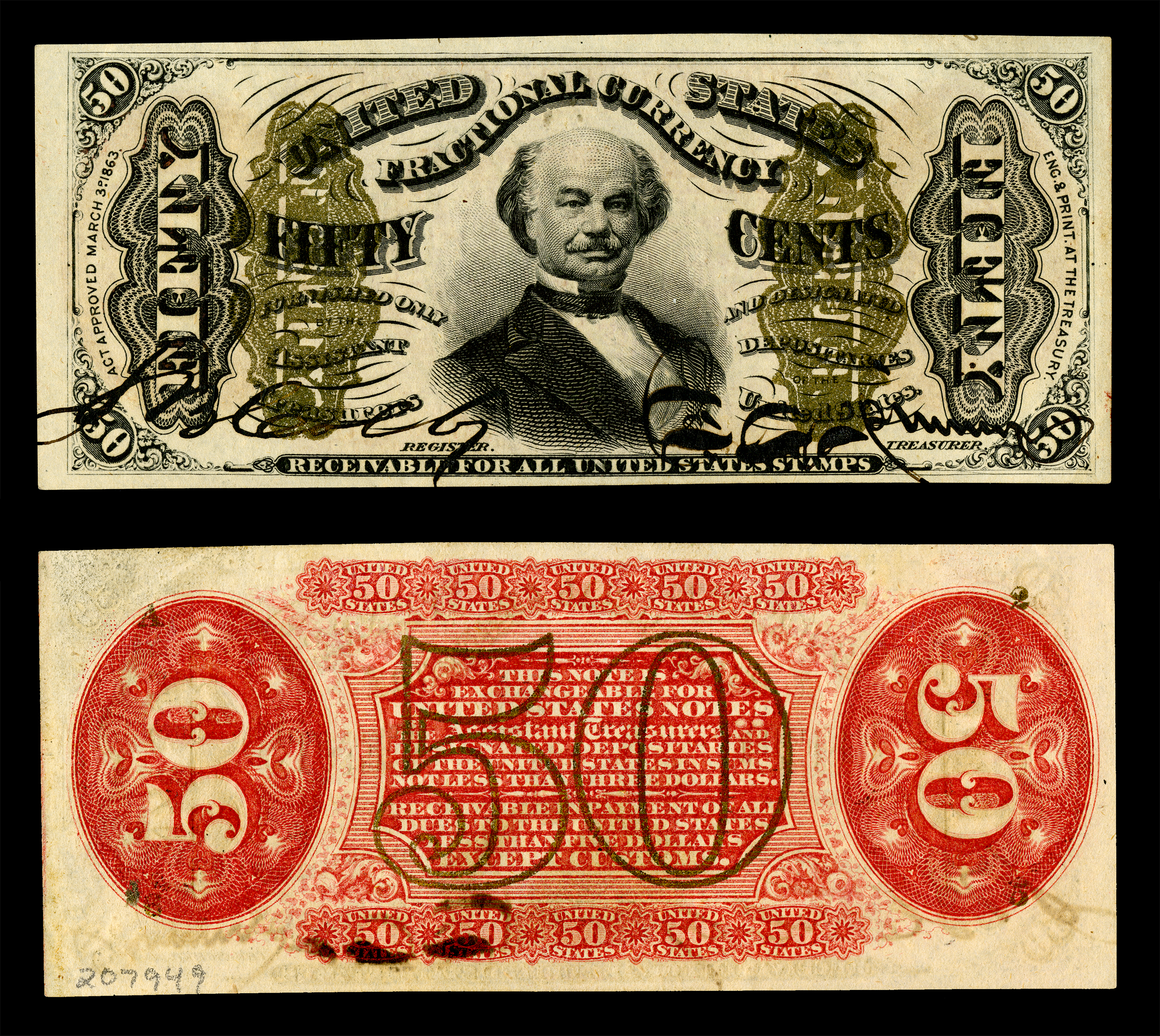
Moneda fraccionaria de cincuenta centavos que muestra a Francis E. Spinner, con firma autógrafa.

La moneda fraccionaria, también conocida como shinplasters, fue introducida por el gobierno federal de los Estados Unidos tras el estallido de la guerra civil estadounidense. Estos billetes de baja denominación en dólares estadounidenses estuvieron en uso entre el 21 de agosto de 1862 y el 15 de febrero de 1876, y fueron emitidos en denominaciones de 3, 5, 10, 15, 25 y 50 centavos a lo largo de cinco períodos de emisión. El conjunto completo que se muestra a continuación forma parte de la Colección Numismática Nacional, albergada en el Museo Nacional de Historia Estadounidense, que es parte del Instituto Smithsoniano.

## Historia

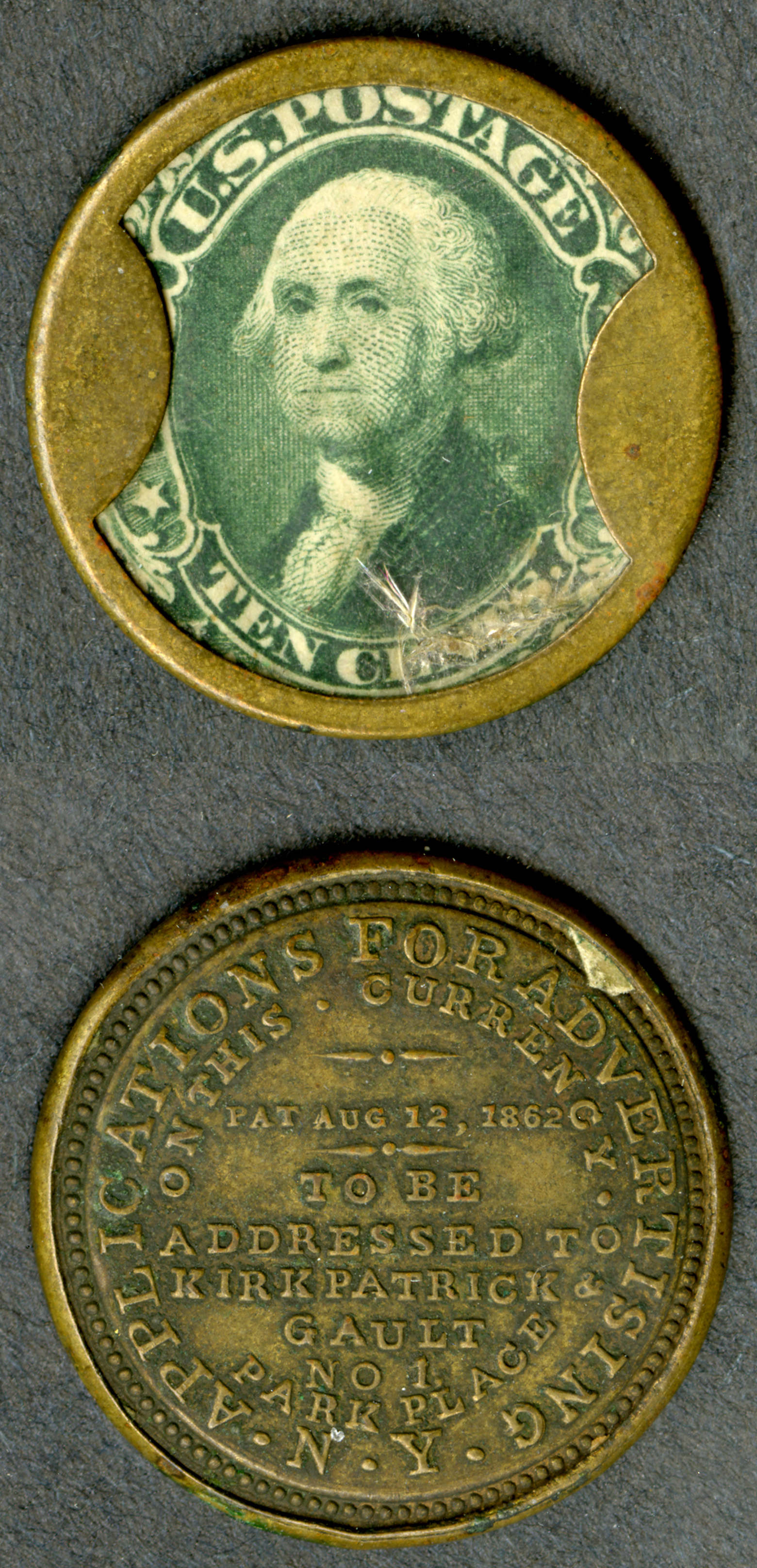
El diseño de John Gault para el franqueo encapsulado.

La economía durante la guerra civil estadounidense sufrió una escasez de monedas: las monedas de oro y plata se acumularon debido a su valor intrínseco en relación con el papel moneda irredimible de la época. A finales de 1861, para financiar la Guerra Civil, el gobierno de Estados Unidos pidió un préstamo de monedas de oro de los bancos de la ciudad de Nueva York a cambio de notas del tesoro de tipo «Seven-thirties» y los bancos de Nueva York las vendieron al público a cambio de oro para reembolsar el préstamo. En diciembre de 1861, el incidente del Trent sacudió la confianza pública al amenazar con una guerra en un segundo frente. El Departamento del Tesoro de Estados Unidos suspendió los pagos en especie y los bancos de la ciudad de Nueva York dejaron de canjear papel moneda por oro y plata. En ausencia de monedas de oro y plata, la prima por el pago en especie comenzó a devaluar el papel moneda. Después de que los bancos de Nueva York suspendieran los pagos en especie (rápidamente seguidos por los de Boston y Filadelfia), la prima sobre el oro subió del 1-3 % sobre el papel en enero de 1862 al 9 % sobre el papel en junio de 1862, momento en el cual un dólar en papel valía 91,69 centavos en oro. Esto alimentó la especulación monetaria (por ejemplo, cambiar billetes por monedas de plata, que luego se vendían a un precio prémium como lingotes)y creó una disrupción significativa en los negocios y el comercio. Los métodos alternativos para proporcionar cambio pequeño incluían la reintroducción de monedas de cuarto de dólar españolas en Filadelfia, cortar los billetes de dólar en cuartos o mitades, negarse a dar cambio (sin cobrar una prima por proporcionar monedas de plata) o la emisión de shinplasters emitidos localmente (es decir, aquellos emitidos por negocios o municipios locales), lo cual estaba prohibido por la ley en muchos estados.
Se considera que el tesorero de los Estados Unidos, Francis E. Spinner, pudo encontrar solución a la escasez de monedas: creó la moneda postal (postage currency, que llevó al uso de la moneda fraccionaria). La moneda postal fue la primera de cinco emisiones de papel moneda fraccionario de la Oficina de Correos de los Estados Unidos impresas en denominaciones de 5 centavos, 10 centavos, 25 centavos y 50 centavos, y emitidas desde el 21 de agosto de 1862 hasta el 27 de mayo de 1863. Spinner propuso usar sellos postales, adheridos al papel del Tesoro, con su firma en la parte inferior. Basado en esta iniciativa, el Congreso apoyó una solución temporal que involucraba la moneda fraccionaria y el 17 de julio de 1862, el presidente Lincoln firmó el proyecto de ley de la Moneda Postal, convirtiéndolo en ley. Sin embargo, la intención no era que los sellos se convirtieran en una moneda circulante.
El diseño de la primera emisión (moneda postal) se basó directamente en los ejemplos originales hechos a mano por Spinner. Algunas variedades incluso tenían un borde perforado similar a un sello. Aunque no se consideraba una moneda de curso legal, la moneda postal podía cambiarse por notas de los Estados Unidos en lotes de $5 y se aceptaba como pago de todas las deudas con los Estados Unidos, hasta $5. Las emisiones posteriores ya no incluirían imágenes de sellos y se les conoció como «moneda fraccionaria». A pesar de la legislación de julio de 1862, los sellos postales permanecieron como una forma de moneda hasta que la moneda postal ganó impulso en la primavera de 1863. En 1863, el secretario Chase pidió una nueva moneda fraccionaria que fuera más difícil de falsificar que la moneda postal. Los nuevos billetes de moneda fraccionaria eran diferentes a las emisiones de moneda postal de 1862;eran más coloridos, con impresión en el reverso, y se emplearon varias medidas contra la falsificación: papel experimental, adición de recargos, sobreimpresiones, papel de extremo azul, fibras de seda, marcas de agua, entre otros. También se vendieron escudos de moneda fraccionaria con especímenes de un solo lado a los bancos para proporcionar un estándar de comparación para detectar falsificaciones. La moneda postal y la moneda fraccionaria se mantuvieron en uso hasta 1876, cuando el Congreso autorizó la acuñación de monedas de plata fraccionarias para canjear la moneda fraccionaria pendiente.

## Periodos de emisión y variedades
| Periodo de emisión | Fechas                                        | Denominaciones emitidas       | Características y variaciones |
| ------------------ | --------------------------------------------- | ----------------------------- | --- |
| Primera emisión    | 21 de agosto de 1862 - 27 de mayo de 1863     | $0.05 $0.10 $0.25 $0.50       | Se emitieron monedas postales con dos variaciones principales: 1. Bordes (rectos, a comparación de los perforados). 1. Monogramas (presencia o ausencia del monograma del American Banc Note Co. (ABCo), en el reverso). Las cuatro denominaciones tienen el sello en el anverso. |
| Segunda emisión    | 10 de octubre de 1863 - 23 de febrero de 1867 | $0.05 $0.10 $0.25 $0.50       | Se introdujeron medidas para evitar la falsificación: - Óvalos de bronce (anverso). - Sobrecarga de tinta de bronce (reverso). - Uso de papel de fibra. |
| Tercera emisión    | 5 de diciembre de 1864 - 16 de agosto de 1869 | $0.03 $0.05 $0.10 $0.25 $0.50 | Se usó esporádicamente el uso de sobrecargas de tinta, firmas (impresas o autografiadas) y diseños (indicadores de posición, en la letra «a», en el número uno (1) o ambos, en el extremo izquierdo anverso.                                                                      |
| Cuarta emisión     | 14 de julio de 1869 - 16 de febrero de 1875   | $0.10 $0.15 $0.25 $0.50       | Se introdujeron medidas adicionales para evitar la falsificación: papel con marcas de agua («US»), grandes fibras de seda y tinta azul en el extremo del papel. |
| Quinta emisión     | 26 de febrero - 15 de febrero de 1876         | $0.10 $0.25 $0.50             | Se usaron tintes de color en el papel y en las fibras de seda. |

Inspiración, modelos y pruebas de la primera emisión (moneda postal)
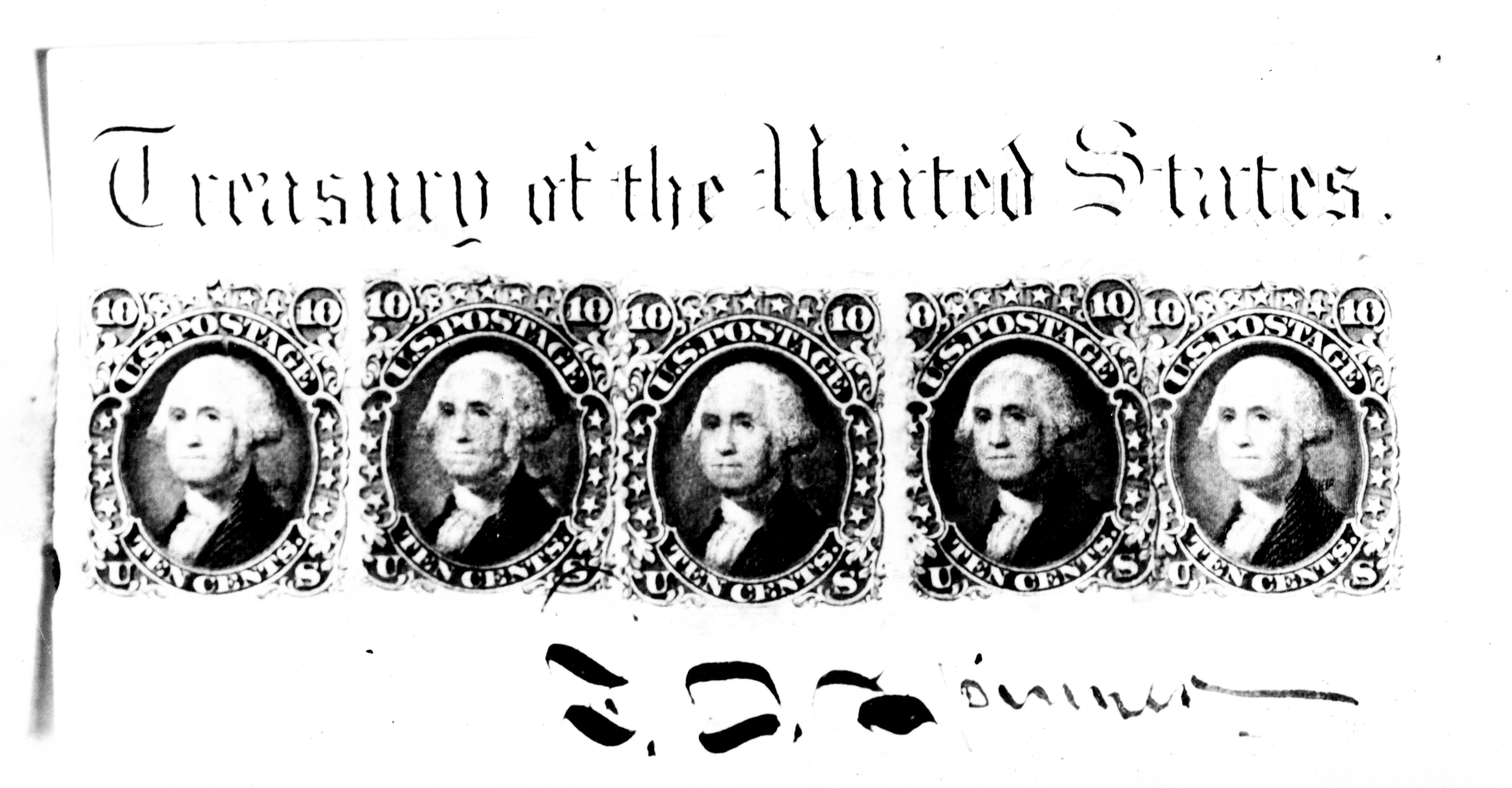
Diseño inicial firmado por Spinner.
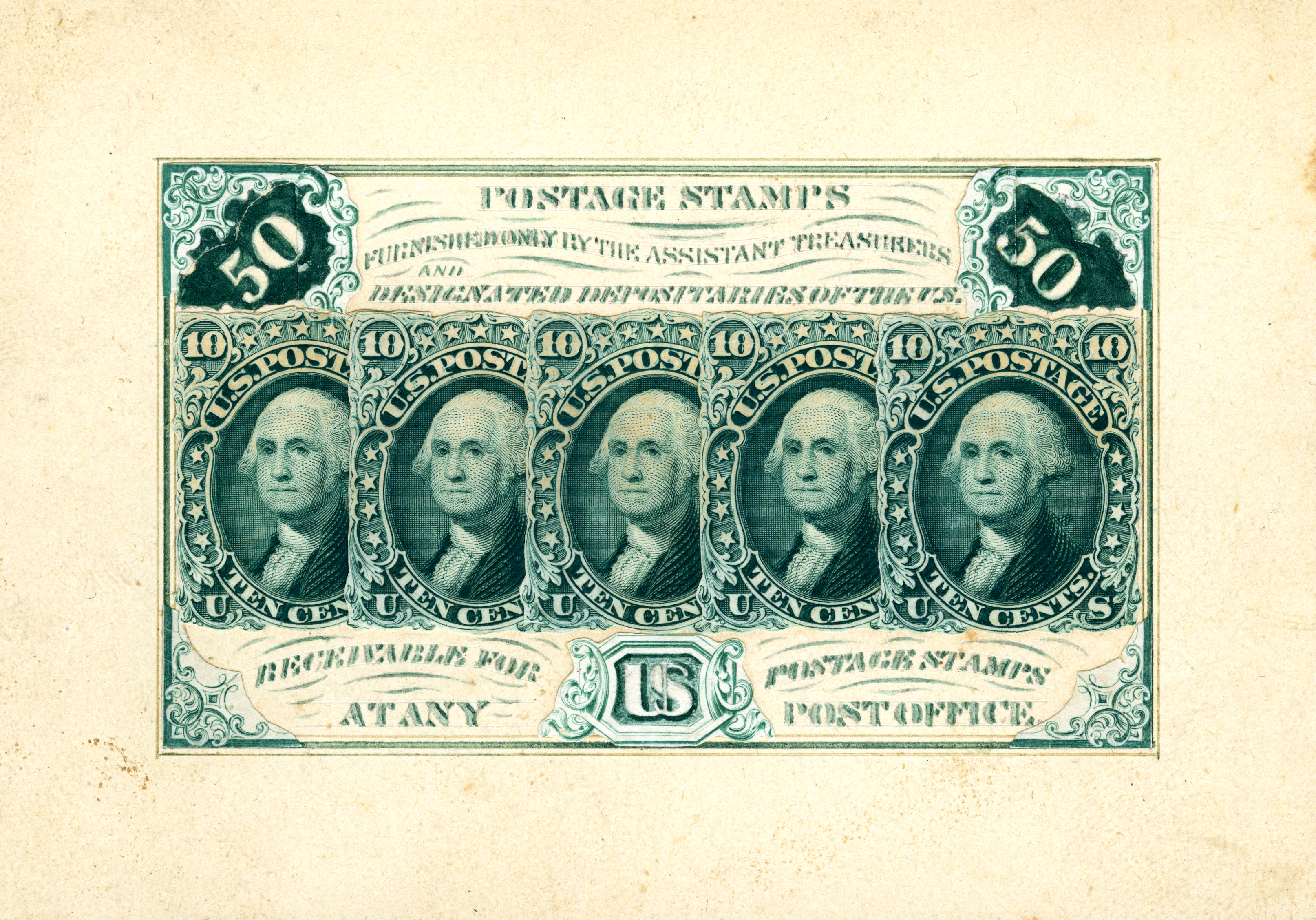
Modelo original.
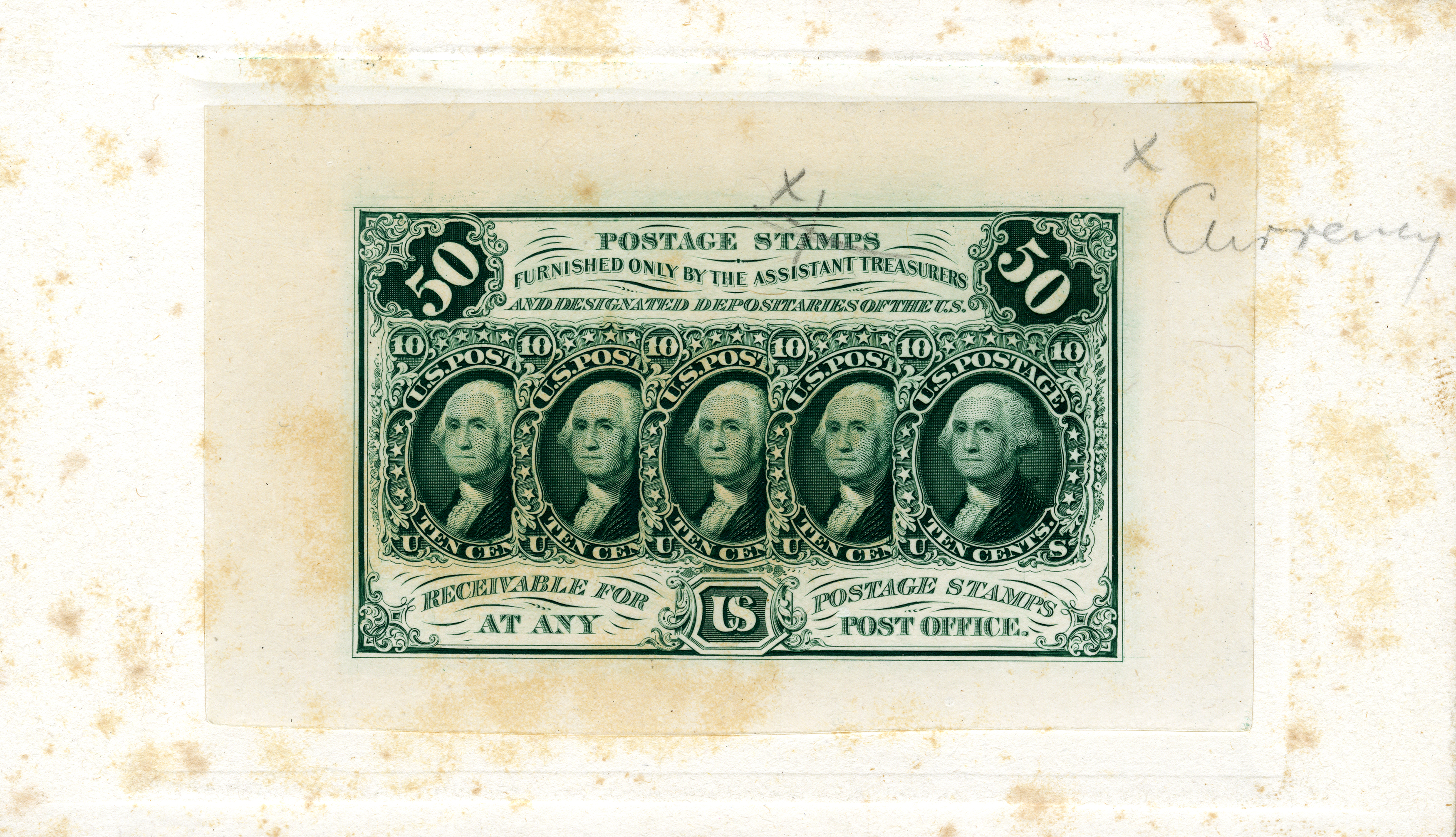
Prueba de las anotaciones con lápiz.

## Tipos de moneda fraccionaria de Estados Unidos
| Valor | Emisión         | Tamaño          | No. Fr. | Imagen                                        | Retrato                          | Características |
| ----- | --------------- | --------------- | ------- | --------------------------------------------- | -------------------------------- | --- |
| $0.05 | Primera emisión | 65 × 43.5 mm    | Fr.1231 | Five-cent first-issue fractional note         | Thomas Jefferson                 | 1228 – Perforado; con monograma. 1229 – Perforado; sin monograma.1230 – Plano; con monograma. 1231 – Plano; sin monograma. |
| $0.10 | Primera emisión | 65 × 43.5 mm    | Fr.1240 | Ten-cent first-issue fractional note          | George Washington                | 1240 – Perforado; con monograma. 1241 – Perforado; sin monograma. 1242 – Plano; con monograma. 1243 – Plano; sin monograma. |
| $0.25 | Primera emisión | 78 × 48 mm      | Fr.1280 | Twenty five-cent first-issue fractional note  | Thomas Jefferson                 | 1279 – Perforado; con monograma. 1280 – Perforado; sin monograma. 1281 – Plano; con monograma. 1282 – Plano; sin monograma. |
| $0.50 | Primera emisión | 78 × 48 mm      | Fr.1312 | fifty-cent first-issue fractional note        | George Washington                | 1310 – Perforado; con monograma. 1311 – Perforado; sin monograma. 1311a – Igual, excepto que tiene 14 perforaciones en lugar de 12/20 mm 1312 – Plano; con monograma. 1314 – Plano; sin monograma. |
| $0.05 | Segunda emisión | 65.5 × 47 mm    | Fr.1232 | Five-cent second-issue fractional note        | George Washington                | 1232 – Sin sobrecarga de tinte. 1233 – Sobrecarga de tinte «18-63». 1234 – Sobrecarga de tinte «18-63» y «S». 1235 – Sobrecarga de tinte «18-63» y «R-1»; papel de fibra. |
| $0.10 | Segunda emisión | 65.5 × 47 mm    | Fr.1246 | Ten-cent second-issue fractional note         | George Washington                | 1244 – Sin sobrecarga de tinte. 1245 – Sobrecarga de tinte «18-63». 1246 – Sobrecarga de tinte «18-63» y «S». 1247 – Sobrecarga de tinte «18-63» e «I». 1248 – Sobrecarga de tinte «0-63». 1249 – Sobrecarga de tinte «18-63» y «T-1». |
| $0.25 | Segunda emisión | 65.5 × 47 mm    | Fr.1284 | Twenty five-cent second-issue fractional note | George Washington                | 1283 – Sin sobrecarga de tinte. 1284 – Sobrecarga de tinte «18-63». 1285 – Sobrecarga de tinte «18-63» y «A». 1286 – Sobrecarga de tinte «18-63» y «S». 1287 – No se emitió un No. Fr. 1288 – Sobrecarga de tinte «18-63» y «2». 1289 – Sobrecarga de tinte «18-63» y «T-1»; papel de fibra. 1290 – Sobrecarga de tinte «18-63» y «T-2»; papel de fibra. |
| $0.50 | Segunda emisión | 65.5 × 47 mm    | Fr.1322 | fifty-cent second-issue fractional note       | George Washington                | 1314 – Sin sobrecarga de tinte. 1315 – No se emitió un No. Fr. 1316 – Sobrecarga de tinte «18-63» 1317 – Sobrecarga de tinte «18-63» y «A». 1318 – Sobrecarga de tinte «18-63» y «1». 1319 – No se emitió un No. Fr. 1320 – Sobrecarga de tinte «18-63» y «0-1»; papel de fibra. 1321 – Sobrecarga de tinte «18-63» y «R-2»; papel de fibra. 1322 – Sobrecarga de tinte «18-63» y «T-1»; papel de fibra. |
| $0.03 | Tercera emisión | 66 × 40.5 mm    | Fr.1226 | Three-cent third-issue fractional note        | George Washington                | 1226 – Retrato con fondo claro. 1227 – Retrato con fondo oscuro. |
| $0.05 | Tercera emisión | 64 × 46 mm      | Fr.1238 | Five-cent third-issue fractional note         | Spencer Clark                    | 1236 – Reverso rojo 1237 – Reverso rojo; letra de diseño «a» 1238 – Reverso verde 1239 – Reverso verde; letra de diseño «a» |
| $0.10 | Tercera emisión | 81 × 47 mm      | Fr.1254 | Ten-cent third-issue fractional note          | George Washington                | Ver lista1251 – 1254 Reverso rojo 1251 – Reverso rojo 1252 – Reverso rojo; letra de diseño «1» 1253 – Reverso rojo; letra de diseño «a»; (AS) Colby and Spinner 1254 – Reverso rojo; (AS) Jeffries and Spinner Ver lista1255 – 1256 Reverso verde 1255 – Reverso verde 1255a – Reverso verde; (AS) Colby and Spinner 1256 – Reverso verde; letra de diseño «1» |
| $0.25 | Tercera emisión | 95.5 × 47 mm    | Fr.1294 | Twenty five-cent third-issue fractional note  | William Fessenden                | Ver lista1291 – 1293 Reverso rojo 1291 – Reverso rojo 1292 – Reverso rojo; letra de diseño «a» 1293 – No. Fr. removido Ver lista1294 – 1300 Reverso verde 1294 – Reverso verde 1295 – Reverso verde; letra de diseño «a» 1296 – Reverso verde; letra grande de diseño «a» 1297 – Reverso verde; sobrecarga de tinte «M-2-6-5»; papel de fibra 1298 – Reverso verde; lo mismo que el 1297; letra de diseño «a» 1299 – Reverso verde; sobrecarga de tinte «M-2-6-5»; con diseños ornamentales en el anverso, con sobrecarga de tinte bronce sólido; fibra de papel 1300 – Reverso verde; lo mismo que el 1299 same as 1299; letra de diseño «a» |
| $0.50 | Tercera emisión | 114 × 48 mm     | Fr.1328 | fifty-cent third-issue fractional note        | Francis Spinner                  | Ver lista1324 – 1330 Reverso rojo; sobrecarga de tinte en «A-2-6-5» 1324 – Reverso rojo; sobrecarga de tinte en «A-2-6-5»; sin figuras diseñadas 1325 – Reverso rojo; sobrecarga de tinte en «A-2-6-5»; figuras diseñadas para «1» y «a» 1326 – Reverso rojo; sobrecarga de tinte en «A-2-6-5»; figura diseñada para «1» 1327 – Reverso rojo; sobrecarga de tinte en «A-2-6-5»; figura diseñada para «a» 1328 – Reverso rojo; sobrecarga de tinte en «A-2-6-5»; (AS) Colby and Spinner 1329 – Reverso rojo; sobrecarga de tinte en «A-2-6-5»; (AS) Allison and Spinner 1330 – Reverso rojo; sobrecarga de tinte en «A-2-6-5»; (AS) Allison and New Ver lista1331 – 1334 Reverso verde; sin sobrecarga de tinte 1331 – Reverso verde; sin sobrecarga de tinte; sin figuras diseñadas 1332 – Reverso verde; con sobrecarga de tinte; figuras diseñadas para «1» y «a» 1333 – Reverso verde; sin sobrecarga de tinte; figura diseñada para «1» 1334 – Reverso verde; sin sobrecarga de tinte; figura diseñada para «1» Ver lista1335 – 1338 Reverso verde; sobrecarga de tinte en «A-2-6-5» 1335 – Reverso verde; sobrecarga de tinte en «A-2-6-5»; sin diseño de figuras 1336 – Reverso verde; sobrecarga de tinte en «A-2-6-5»; figuras diseñadas para «1» y «a» 1337 – Reverso verde; sobrecarga de tinte en «A-2-6-5»; figuras diseñadas para «1» 1338 – Reverso verde; sobrecarga de tinte en «A-2-6-5»; figuras diseñadas para «a» |
| $0.50 | Tercera emisión | 114 × 48 mm     | Fr.1339 | fifty-cent third-issue fractional note        | Francis Spinner                  | 1339 – Reverso verde; sin sobrecarga de tinte; sin figuras diseñadas 1340 – Reverso verde; con figuras diseñadas para «1» y «a» 1341 – Reverso verde; con figuras diseñadas para «1» 1342 – Reverso verde; con figuras diseñadas para «a» |
| $0.50 | Tercera emisión | 114 × 48 mm     | Fr.1355 | fifty-cent third-issue fractional note        | La justicia sosteniendo balanzas | Ver lista1343 – 1346 Reverso rojo; sin sobrecarga de tinte 1343 – Reverso rojo; sin sobrecarga de tinte; sin figuras diseñadas 1344 – Reverso rojo; sin sobrecarga de tinte; con figuras diseñadas para «1» y «a» 1345 – Reverso rojo; sin sobrecarga de tinte; con figuras diseñadas para «1» 1346 – Reverso rojo; sin sobrecarga de tinte; con figuras diseñadas para «a» Ver lista1347 – 1350 Reverso rojo; sobrecarga de tinte en «A-2-6-5» 1347 – Reverso rojo; sobrecarga de tinte en «A-2-6-5»; sin figuras diseñadas 1348 – Reverso rojo; sobrecarga de tinte en «A-2-6-5»; con figuras diseñadas para «1» y «a» 1349 – Reverso rojo; sobrecarga de tinte en «A-2-6-5»; con figuras diseñadas para «1» 1350 – Reverso rojo; sobrecarga de tinte en «A-2-6-5»; con figuras diseñadas para «a» Ver lista1351 – 1354 Reverso rojo; sobrecarga de tinte en «S-2-6-4»; (PS) 1351 – Reverso rojo; sobrecarga de tinte en «S-2-6-4»; (PS); sin figuras diseñadas; papel de fibra 1352 – Reverso rojo; sobrecarga de tinte en «S-2-6-4»; (PS); con figuras diseñadas para «1» y «a»; papel de fibra En 2004, un Fr. 1352 (solo uno de los tres que fueron conocidos), se vendió en una subasta pública por $126,500. 1353 – Reverso rojo; sobrecarga de tinte en «S-2-6-4»; (PS); con figuras diseñadas para «1»; papel de fibra 1354 – Reverso rojo; sobrecarga de tinte en «S-2-6-4»; (PS); con figuras diseñadas para «a»; papel de fibra Ver lista1355 – 1357 Reverso rojo; (AS) Colby y Spinner; sin sobrecarga de tinte; sin figuras diseñadas 1355 – Reverso rojo; (AS) Colby y Spinner; sin sobrecarga de tinte; sin figuras diseñadas 1356 – Reverso rojo; (AS) Colby y Spinner; sobrecarga de tinte en «A-2-6-5» 1357 – Reverso rojo; (AS) Colby y Spinner; sobrecarga de tinte en «A-2-6-4»; papel de fibra Ver lista1358 – 1361 Reverso verde; sin sobrecarga de tinte 1358 – Reverso verde; sin sobrecarga de tinte; sin figuras diseñadas 1359 – Reverso verde; sin sobrecarga de tinte; figuras diseñadas para «1» y «a» 1360 – Reverso verde; sin sobrecarga de tinte; figuras diseñadas para «1» 1361 – Reverso verde; sin sobrecarga de tinte; figuras diseñadas para «a» Ver lista1362 – 1365 Reverso verde; sobrecarga de tinte en «A-2-6-5» (estrecho) Reverso verde; sobrecarga de tinte en «A-2-6-5»; figuras diseñadas para «1» y «a» 1362 – Reverso verde; sobrecarga de tinte en «A-2-6-5» (estrecho); sin diseño de figuras 1363 – Reverso verde; sobrecarga de tinte en «A-2-6-5» (estrecho); figuras diseñadas para «1» y «a» 1364 – Reverso verde; sobrecarga de tinte en «A-2-6-5» (estrecho); figuras diseñadas para «1» 1365 – Reverso verde; sobrecarga de tinte en «A-2-6-5» (estrecho); figuras diseñadas para «a» *Estrecho – espaciado en la sobrecarga de tinte Ver lista1366 – 1369 Reverso verde; sobrecarga de tinte en «A-2-6-5» (amplio) 1366 – Reverso verde; sobrecarga de tinte en «A-2-6-5» (amplio); sin figuras diseñadas 1367 – Reverso verde; sobrecarga de tinte en «A-2-6-5» (amplio); figuras diseñadas para «1» y «a» 1368 – Reverso verde; sobrecarga de tinte en «A-2-6-5» (amplio); figuras diseñadas para «1» 1369 – Reverso verde; sobrecarga de tinte en «A-2-6-5» (amplio); figuras diseñadas para «a» *Amplio – espaciado de la sobrecarga de tinte Ver lista1370 – 1373a Reverso verde; sobrecarga de tinte en «A-2-6-5»; papel de fibra 1370 – Reverso verde; sobrecarga de tinte en «A-2-6-5»; papel de fibra; sin figuras diseñadas 1371 – Reverso verde; sobrecarga de tinte en «A-2-6-5»; papel de fibra; figuras diseñadas para «1» y «a» 1372 – Reverso verde; sobrecarga de tinte en «A-2-6-5»; papel de fibra; figuras diseñadas para «1» 1373 – Reverso verde; sobrecarga de tinte en «A-2-6-5»; papel de fibra; figuras diseñadas para «a» 1373a – Reverso verde; sobrecarga de tinte en «A-2-6-5»; papel de fibra; (PS); sin figuras diseñadas |
| $0.10 | Cuarta emisión  | 79 × 46 mm      | Fr.1259 | Ten-cent fourth-issue fractional note         | Diosa de la libertad             | 1257 – Sello rojo grande; con marca de agua; fibras de seda (rosadas) 1258 – Sello grande rojo; fibras de seda (rosadas) 1259 – Sello grande rojo; fibras de seda (violetas); tinta azul en el extremo del papel 1260 – No existe 1261 – Sello rojo pequeño; fibras de seda (violetas); tinta azul en el extremo del papel |
| $0.15 | Cuarta emisión  | 89 × 46 mm      | Fr.1269 | Fifteen-cent fourth-issue fractional note     | Columbia                         | 1267 – Sello rojo grande; con marca de agua; fibras de seda (rosadas) 1268 – Sello grande rojo; fibras de seda (rosadas) 1269 – Sello grande rojo; fibras de seda (violetas); tinta azul en el extremo del papel 1270 – No existe 1271 – Sello rojo pequeño; fibras de seda (violetas); tinta azul en el extremo del papel |
| $0.25 | Cuarta emisión  | 96.5 × 46 mm    | Fr.1303 | Twenty five-cent fourth-issue fractional note | George Washington                | 1301 – Sello rojo grande; con marca de agua; fibras de seda (rosadas) 1302 – Sello rojo grande; fibras de seda (rosadas) 1303 – Sello grande rojo; fibras de seda (violetas); tinta azul en el extremo del papel 1307 – Sello rojo pequeño; fibras de seda (violetas); tinta azul en el extremo del papel |
| $0.50 | Cuarta emisión  | 106 × 47 mm     | Fr.1374 | fifty-cent fourth-issue fractional note       | Abraham Lincoln                  | 1374 – Sello rojo grande; con marca de agua; fibras de seda (rosadas) 1375 – No. Fr. sin lista |
| $0.50 | Cuarta emisión  | 103 × 46 mm     | Fr.1376 | fifty-cent fourth-issue fractional note       | Edwin Stanton                    | 1376 – Sello rojo pequeño; fibras de seda (violetas); tinta azul en el extremo del papel |
| $0.50 | Cuarta emisión  | 95 × 52 mm      | Fr.1379 | fifty-cent fourth-issue fractional note       | Samuel Dexter                    | 1379 - Sello verde; fibras de seda (violeta claro); tinta azul en el extremo del papel |
| $0.10 | Quinta emisión  | 81 × 51 mm      | Fr.1265 | Ten-cent fifth-issue fractional note          | William Meredith                 | 1264 – Sello verde 1265 – Sello rojo; llave larga y delgada (en el sello del Tesoro) 1266 – Sello rojo; llave corta y gruesa (en el sello del Tesoro) |
| $0.25 | Quinta emisión  | 88.5 × 51.5 mm  | Fr.1308 | Twenty five-cent fifth-issue fractional note  | Robert Walker                    | 1308 – Llave larga y delgada (en el sello del Tesoro) 1309 – Llave corta y gruesa (en el sello del Tesoro) |
| $0.50 | Quinta emisión  | 109.5 × 53.5 mm | Fr.1381 | fifty-cent fifth-issue fractional note        | William Crawford                 | 1380 – Sello rojo; papel rosado claro en el anverso; con fibras de seda 1381 – Sello rojo; tinte azul en el extremo del papel; con fibras de seda |

## Retratos

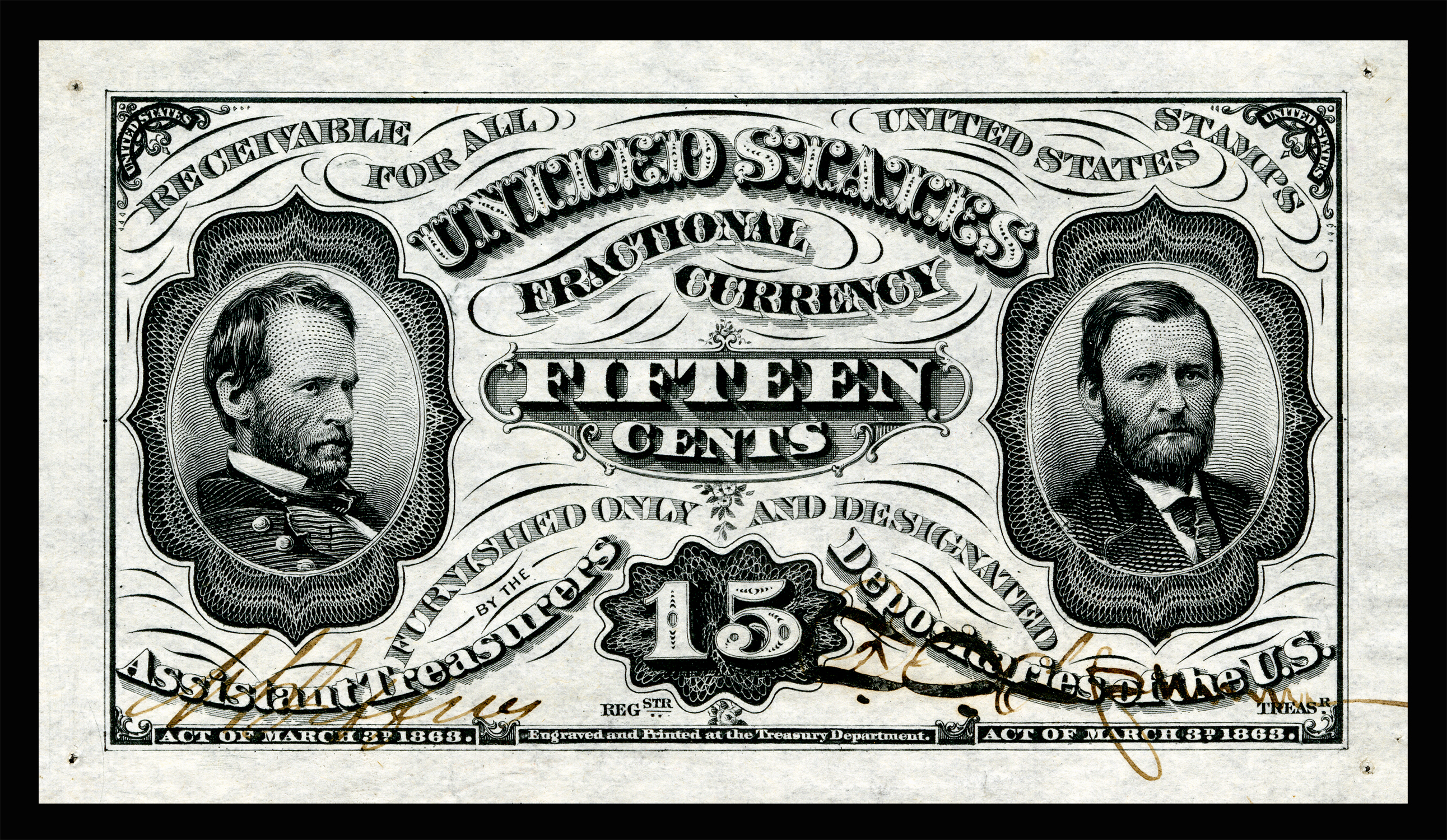
El billete de 15 centavos de la tercera emisión Sherman–Grant existe solo como un espécimen no emitido

Tres personas fueron representadas en la moneda fraccionaria durante su vida: Francis E. Spinner (tesorero de los Estados Unidos), William P. Fessenden (senador de los EE. UU. y secretario del Tesoro) y Spencer M. Clark (superintendente de la Oficina Nacional de Moneda). Tanto Spinner como Clark decidieron que su retrato se mostrara en la moneda, lo que generó controversia. El representante republicano Martin R. Thayer de Pensilvania fue un crítico abierto, sugiriendo que se estaba abusando del privilegio del Tesoro de seleccionar retratos para la moneda. El 7 de abril de 1866, bajo el liderazgo de Thayer, el Congreso promulgó una legislación que establecía específicamente «que ningún retrato o imagen de una persona viva que sea grabado en lo sucesivo se colocará en ningún bono, valor, billete, moneda fraccionaria o postal de los Estados Unidos». En la fecha de aprobación, ya se habían completado varias planchas para el nuevo billete de 15 centavos que mostraba a William Tecumseh Sherman y Ulysses S. Grant, ya que las pruebas de estas planchas existen en los archivos del Museo Nacional de Historia Estadounidense del Instituto Smithsoniano. Sin embargo, las planchas nunca se utilizaron para producir billetes en circulación. Los únicos ejemplares Sherman-Grant producidos fueron especímenes de una sola cara que se colocaron en los «escudos de moneda fraccionaria».